# Lorena David
Lorena David es una cineasta estadounidense conocida por su trabajo como directora, productora y editora de películas independientes y documentales. Cofundó Kingsize Entertainment en 1995 y ha producido películas como Plump Fiction (1997) y Danika (2006).

## Carrera
David comenzó su carrera en la industria del entretenimiento como asistente de producción en Supermarket Sweep (1993), trabajando posteriormente como productora de línea en The Glass Chain y como coordinadora de producción en Perry Mason. En 1995, cofundó Kingsize Entertainment con Mark Roberts.
David coprodujo la película parodia Plump Fiction en 1997. También se desempeñó como coproductora ejecutiva de Single Action, que se estrenó en 1998 y en la que participó Carlos Gallardo. Al año siguiente, dirigió el drama Eastside (1999), que fue descrito por el crítico de Los Angeles Times Kevin Thomas como "un melodrama bien hecho". En 2001, David dirigió el thriller independiente Outta Time, protagonizado por Nancy O'Dell. Ese mismo año, se estrenó la película Poor White Trash, que se había filmado en 1999 en Benton, Illinois. Posteriormente, David dirigió y editó Extreme Dating (2004), seguida por la producción de Strangers with Candy (2005), una comedia financiada por David Letterman y estrenada en el Festival de Cine de Sundance en 2005 y el thriller psicológico Danika, protagonizado por Marisa Tomei. En 2023, dirigió The Christmas Spark, la película para televisión de Great American Media protagonizada por Mario Lopez.

## Filmografía seleccionada
| Año  | Título               | Papel                |
| 1997 | Plump Fiction        | Coproductora         |
| 1998 | Single Action        | Productora ejecutiva |
| 1999 | Eastside             | Directora            |
| 2000 | Poor White Trash     | Productora           |
| 2002 | Outta Time           | Directora, Editora   |
| 2004 | Extreme Dating       | Directora, Editora   |
| 2005 | Strangers with Candy | Productora           |
| 2005 | Danika               | Productora           |
| 2006 | Dark Ride            | Productora           |
| 2024 | The Christmas Spark  | Directora            |